# 世界災害救急医学会
世界災害救急医学会（せかいさいがいきゅうきゅういがくかい、World Association for Disaster and Emergency Medicine、略称：WADEM）は、世界各国の災害救急医により組織された学術団体で、国際的な視点で、より良い病院前医療や救急医療、公衆衛生、災害医療や備蓄を研究する学会で、教育と研究を主目的とする。

## 概要
本学会は、1976年10月2日　the Club of Mainz として創設された。創設時より、日常の病院前医療や救急医療、大規模災害救急への対応を世界レベルで改善することを目標と定めている。緊急医療の科学的側面、教育的側面、臨床医学的側面を重点的に扱う研究者や実務者、教育者などが創設メンバーである。この視点を世界的に広めることを目指して、学界の名称を世界災害救急医学会（World Association for Disaster and Emergency Medicine、略称：WADEM）と定めた。

## 学術集会の開催
学術集会を、WCDEM: World Congress on Disaster and Emergency Medicine として世界各国で開催している。創設である Club of Mainz（1976年）に引き続き、第1回は1979年にマインツ（ドイツ）、第2回は1981年にピッツバーグ（アメリカ）、第3回は1983年にローマ（イタリア）、第4回は1985年にブライトン（イギリス）、第5回は1987年にリオデジャネイロ（ブラジル）、第6回は1989年に香港、第7回は1991年にモントリオール（カナダ）、第8回は1993年にストックホルム（スウェーデン）、第9回は1995年にエルサレム（イスラエル）、第10回は1997年9月25日-27日にマインツ（ドイツ）、第11回は1999年5月に大阪（日本）で千里救命救急センター所長（当時）太田宗夫会長により開催された。第12回は2001年にリヨン（フランス）、第13回は2003年にメルボルン（オーストラリア）、第14回は2005年にエジンバラ（イギリス）、第15回は2007年にアムステルダム（オランダ）、第16回は2009年5月12日-15日にビクトリア（カナダ）、第17回は2011年5月31日-6月3日に北京（中国）で開催され、第18回は2013年5月28日-31日にマンチェスター（イギリス）で、第19回は2015年4月にケープタウン（南アフリカ）で、第20回は2017年にトロント（カナダ）で開催予定である。